# Krajobraz ze świętym Janem (obraz Michaela Willmanna)
Krajobraz ze świętym Janem – obraz śląskiego malarza barokowego, Michaela Willmanna, namalowany w 1656 roku, obecnie znajdujący się w zbiorach Muzeum Narodowego w Warszawie.